# Масса, Давиде
Давиде Масса (итал. Davide Massa; род. 15 июля 1981, Империя, Лигурия) — итальянский футбольный судья. Судья ФИФА с 2014 года.

## Карьера
С января 1997 года Давиде Масса является футбольным судьёй. Выпускник юридического факультета Генуэзского университета, он занимается банковским делом и работает менеджером.
В сезоне 2010/2011 годов дебютировал в качестве арбитра в матче Серии B между Виченца и Портогруаро, который состоялся 28 августа 2010 года. После этого, с августа по январь 2011 гола, он отработал ещё на десяти матчах.
23 января 2011 года дебютировал в качестве арбитра матча Серии А между Фиорентиной и Лечче.
В сезоне 2011/2012 годов он был признан лучшим рефери в Серии B. 2 июля 2012 года был удостоен престижной премии "Приз Бернарди", присуждаемой отделом судей Болоньи лучшему новичку Серии А. С 1 января 2014 года он стал судьёй УЕФА.
Летом 2014 года дебютировал в матчах еврокубков, а точнее в Лиге Европы в поединке между шведским "Эльфсборг" и азербайджанским "Интер Баку" (0:1). В июле 2015 года он работал на матчах 28-й Летней Универсиады, которая состоялась в Кванджу, Республика Корея.
В июле 2017 года он был выбран УЕФА для работы на чемпионате Европы среди футболистов до 19 лет в Грузии. Обслуживал в том числе полуфинал Англия-Чехия. Вскоре после был назначен в качестве дополнительного судьи на матч Суперкубка УЕФА 2017 года между мадридским "Реалом" и футбольным клубом "Манчестер Юнайтед".
В августе 2017 года он был назначен главным арбитром матча на Суперкубок Италии между Ювентусом и Лацио.
6 ноября 2019 года впервые в карьере был назначен на матч Лиге чемпионов УЕФА между "Порту" и московским "Локомотивом".
В мае 2019 года ФИФА доверило ему право отработать на играх молодёжного чемпионата мира в Польше.
21 апреля 2021 года он официально выбран УЕФА в качестве резервного рефери на Евро-2020. 17 мая 2021 года стало известно о его назначении на финал Кубка Италии между Аталантой и Ювентусом.